# Eugenie Leontovich
Eugenie Leontovich (en ruso: Евге́ния Леонто́вич; 21 de marzo de 1900
 – 2 de abril de 1993) fue una actriz teatral, cinematográfica y televisiva rusa. Fue descrita como "una de las más pintorescas figuras del teatro del siglo XX, una exitosa actriz, productora, dramaturga y profesora."

## Primeros años
Nacida en Moscú, Rusia, estudió en la Escuela Imperial de Arte Dramático de esa ciudad, y después bajo dirección de Vsévolod Meyerhold en el Teatro de Arte de Moscú, del cual pasó a formar parte. Siendo su padre un oficial del Ejército Imperial Ruso, Leontovich pasó momentos difíciles durante la Revolución Rusa de 1917, y sus tres hermanos, todos ellos también oficiales del Ejército, fueron asesinados por los Bolcheviques. En 1922 emigró a la ciudad de Nueva York, dedicándose a conseguir el dominio de la lengua inglesa, logro gracias al cual llegó al estrellato en el ambiente teatral del circuito de Broadway.

## Carrera
Tras viajar por el país trabajando en la obra Blossom Time, fue elegida para el papel de Grusinskaya en una adaptación de la novela de Vicki Baum Grand Hotel. La obra se estrenó en 1930 y tuvo un éxito enorme, filmándose posteriormente y dando a Greta Garbo el papel interpretado por Leontovich. Tras Grand Hotel, a Leontovich se le ofreció encarnar a Lily Garland en Twentieth Century, una comedia de Ben Hecht y Charles MacArthur que más adelante se reconvirtió en musical. Leontovich interpretó el papel desde el 29 de diciembre de 1932 hasta el 20 de mayo de 1933.
En 1954 Leontovich hizo el papel de la Emperatriz Dowager en la obra Anastasia, representada en Broadway (este papel lo llevó a la pantalla Helen Hayes en la versión cinematográfica, Anastasia). También fue la Archiduquesa Tatiana en Tovarich, una comedia sobre un par de aristócratas rusos sobreviviendo en París. Con esta pieza tuvo un exitoso debut en Londres en el Teatro Lyric en 1935, actuando junto a ella Cedric Hardwicke.
En los años de la Segunda Guerra Mundial actuó en Broadway representando Dark Eyes, una comedia que ella escribió con Elena Miramova acerca de tres exiliados rusos en Nueva York. La obra fue puesta en escena en Londres tras la guerra, actuando en la misma Eugenia Delarova y Irina Baronova.
En 1936 interpretó a la Cleopatra de Shakespeare en el Teatro Noël Coward, volviendo a Londres en 1947 como una general rusa en una farsa que escribió en colaboración, Caviar To The General, la cual interpretó temporalmente Phyllis Dixey en el Teatro Whitehall. Un año después viajó a Los Ángeles, California, donde en los siguientes cinco años tuvo un teatro propio, The Stage, en el que trabajó como productora e intérprete.
Además de su trabajo teatral, Leontovich también actuó para el cine, aunque a lo largo de su extensa carrera profesional siempre se la identificó con el teatro. En la década de 1960, y durante siete años, fue artista en residencia del Teatro Goodman de Chicago, y también fue profesora de interpretación en California y Nueva York. En 1972 adaptó Ana Karenina para ser representada en el circuito off-Broadway, dándole el título de Anna K.

## Vida personal
Leontovich, a la cual sus estudiantes llamaban "Madame", vivía en un apartamento en Manhattan rodeada por iconos y cuadros familiares. Todos sus matrimonios acabaron en divorcio, y no tuvo hijos. Según su biografía oficial, su primera marido, Paul Sokolov, era miembro de la nobleza rusa. Su segundo matrimonio fue con el actor, productor y director Gregory Ratoff, con el que se casó en 1923.
Eugenie Leontovich falleció en Nueva York en 1993 a causa de una neumonía.

## Obras representadas en Broadway
Leontovich debutó en el circuito de Broadway en 1922 con Revue Russe, actuando junto a su futuro marido, Gregory Ratoff. Otras obras en las que participó fueron Bitter Oleander (1935), Dark Eyes (1943), escrita por ella en colaboración, y Obsession (1946). 
Su papel más destacado fue el de María Fiódorovna Románova en Anastasia (1954). Además, fue nominada a un Premio Tony a la mejor actriz por su trabajo en la pieza de William Saroyan The Cave Dwellers.

## Filmografía
Entre sus filmes se incluyen Anything Can Happen (1952), 
The Rains of Ranchipur (1955), El mundo en sus manos (1952) y Homicidal (1961). Además, actuó en la televisión, en un episodio de la serie Naked City.